# Perilla de Castro
Perilla de Castro ist ein nordwestspanischer Ort und eine Gemeinde (municipio) mit nur noch 148 Einwohnern (Stand: 2024) im Süden der Provinz Zamora in der Autonomen Gemeinschaft Kastilien-León. Neben dem gleichnamigen Hauptort Perilla de Castro besteht die Gemeinde aus der Ortschaft La Encomienda.

## Lage und Klima
Perilla de Castro liegt am westlichen Rand der Kastilischen Hochebene (Meseta Iberica) in einer Höhe von ca. 724 m. Die Provinzhauptstadt Zamora ist gut 24 km (Fahrtstrecke) in südsüdöstlicher Richtung entfernt. Der Río Esla bildet die östliche Grenze, der hier durch die Ricobayo-Talsperre aufgestaut wird. Das gemäßigte Kontinentalklima wird nur selten vom Atlantik beeinflusst; Regen (539 mm/Jahr) fällt vorwiegend im Winterhalbjahr.

## Bevölkerungsentwicklung
| Jahr      | 1970 | 1981 | 1991 | 2001 | 2011 | 2021 |
| Einwohner | 708  | 453  | 338  | 292  | 232  | 177  |

## Sehenswürdigkeiten

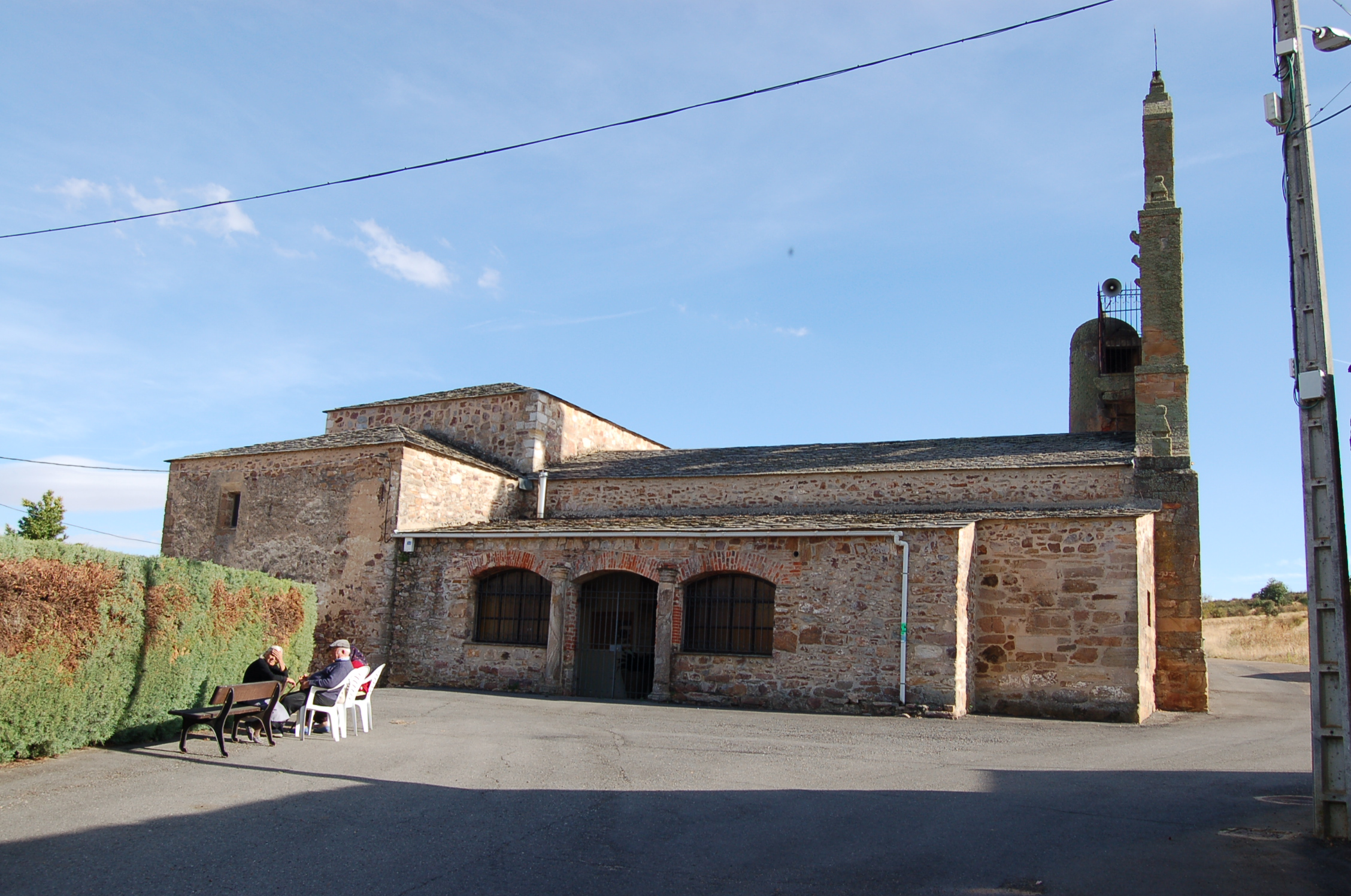
Martinskirche
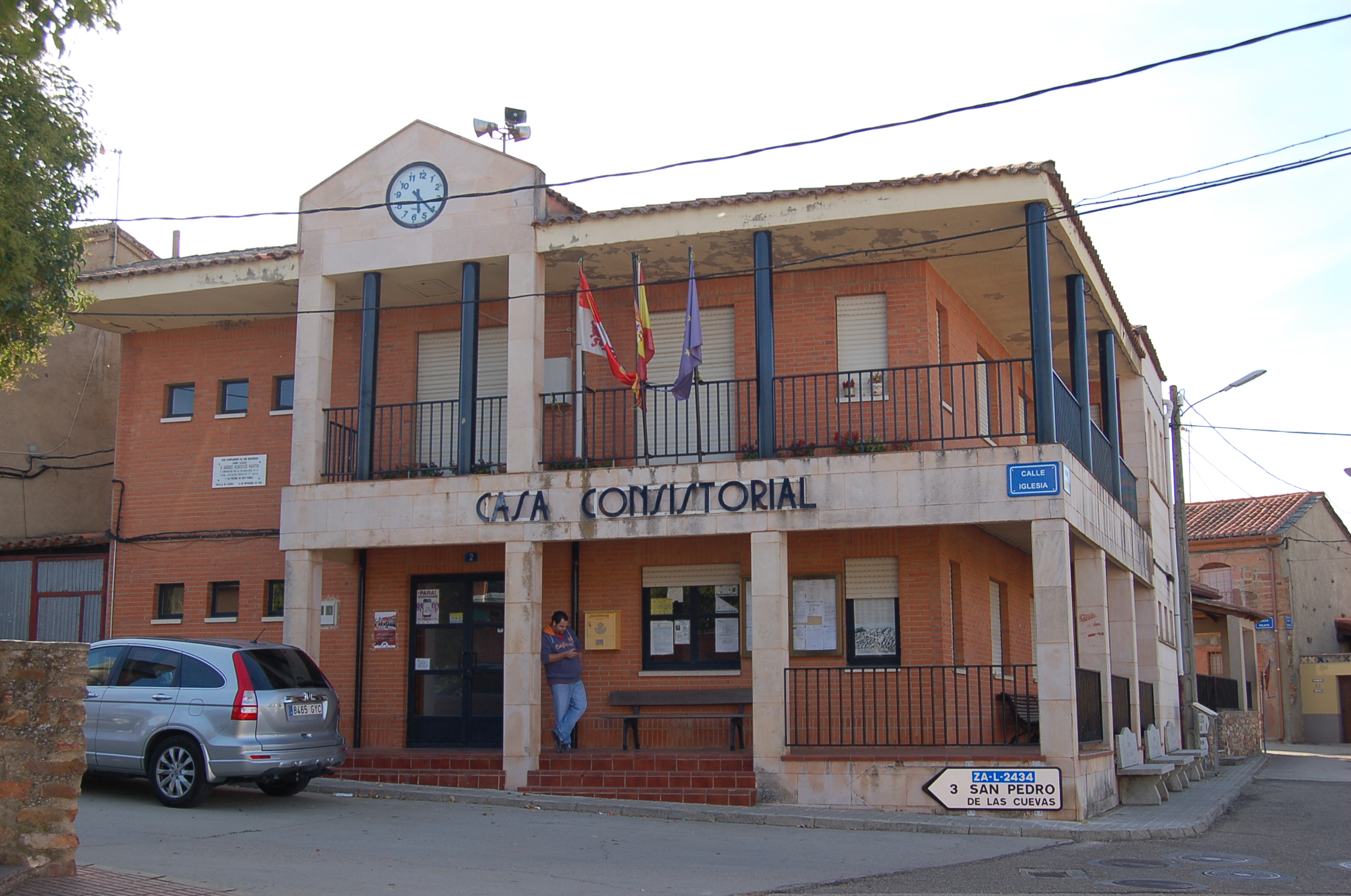
Rathaus

- Martinskirche
- Rathaus